# شکستن پیوند
در شیمی، شکستن پیوند (به انگلیسی: Bond cleavage) یا شکافت پیوند (Bond fission)، شکسته شدن پیوندهای شیمیایی است. وقتی یک مولکول به دو یا چند قطعه تقسیم می‌شود، به‌طور کلی می‌توان به این تفکیک اشاره کرد.
در برخی موارد، شکستن پیوند به کاتالیزور نیاز دارد. به دلیل انرژی تفکیک پیوند بالا پیوندهای C-H، حدود ۱۰۰ کیلوکالری بر مول (۴۲۰ کیلوژول بر مول)، مقدار زیادی انرژی برای جدا کردن اتم هیدروژن از کربن و پیوند یک اتم متفاوت به کربن مورد نیاز است.
معمولاً دو دسته برای برش پیوند وجود دارد: همولیتیک و هترولیتیک که بر اساس ماهیت فرایند تعیین می‌شوند. با بررسی انرژی‌های تحریک سه‌گانه و منفرد یک پیوند سیگما، می‌توان مشخص کرد که آیا پیوند دچار شکاف همولیتیک یا هترولیتیک می‌شود. با این حال، توجه به این نکته مهم است که یک پیوند سیگمای فلز-فلز از این الگو منحرف می‌شود، زیرا انرژی تحریک آن فوق‌العاده زیاد است و بنابراین نمی‌توان از آن برای اهداف مشاهده‌ای استفاده کرد.

## برش همولیتیک
در فرایند برش همولیتیک، که به آن همولیز نیز گفته می‌شود، دو الکترون درون یک پیوند کووالانسی شکافته شده به‌طور مساوی بین محصولات حاصل توزیع می‌شوند. این پدیده به‌طور متناوب با نام شکافت همولیتیک یا شکافت رادیکال شناخته می‌شود. انرژی تفکیک پیوند یک پیوند نشان دهنده انرژی لازم برای جدا کردن پیوند به روش همولیتیک است. این تغییر در آنتالپی به عنوان شاخصی از استحکام پیوند عمل می‌کند.

برش همولیتیک

انرژی مورد نیاز برای تفکیک همولیتیک به عنوان انرژی تحریک سه‌گانه یک پیوند سیگما نامیده می‌شود. با این حال، توجه به این نکته مهم است که انرژی واقعی تحریک ممکن است از انرژی تفکیک پیوند به دلیل دافعه الکترون در حالت سه‌گانه فراتر رود.

## برش هترولیتیک
در فرایند شکاف هترولیتیک یا هترولیز، پیوند به روشی شکسته می‌شود که یکی از قطعات، جفت الکترون‌های مشترک اولیه را حفظ می‌کند. در نتیجه، یک قطعه یک الکترون به دست می‌آورد که دارای هر دو الکترون پیوندی است، در حالی که قطعه دیگر یک الکترون را از دست می‌دهد. به این پدیده شکافت یونی نیز می‌گویند.

برش هترولیتیک

انرژی مورد نیاز برای تفکیک هترولیتیک به عنوان انرژی تحریک منفرد یک پیوند سیگما شناخته می‌شود. با این حال، انرژی واقعی تحریک منفرد ممکن است کمتر از انرژی تفکیک پیوند هترولیز به دلیل جاذبه کولمبی بین قطعات یونی باشد. علیرغم داشتن استحکام پیوند به ترتیب ۸۰ کیلوژول بر مول و ۷۰ کیلوژول بر مول، انرژی برانگیختگی یک پیوند سیگما سیلیکون-سیلیکون کمتر از پیوند سیگما کربن-کربن است. این به این دلیل است که سیلیکون میل الکترونی بالاتر و پتانسیل یونیزاسیون کمتری نسبت به کربن دارد.
هترولیز به‌طور طبیعی در واکنش‌هایی انجام می‌شود که لیگاندهای دهنده الکترون و فلزات واسطه با اوربیتال‌های خالی درگیر هستند.

## حلقه باز شدن
در طی یک واکنش باز کردن حلقه، مولکولی که شکافته می‌شود به عنوان یک موجودیت یکپارچه دست نخورده باقی می‌ماند. پیوند شکسته شده است، با این حال دو قطعه حاصل از طریق سایر اجزای ساختار مولکولی به هم متصل می‌شوند. به عنوان مثال، یک حلقه اپوکسید را می‌توان با شکستن یکی از پیوندهای قطبی کربن-اکسیژن به روش هترولیتیک باز کرد و در نتیجه یک ساختار غیر حلقوی منفرد تشکیل شد.

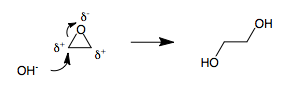
دهانه اپوکسید

## برنامه‌های کاربردی
کاتابولیسم به فرایند بیوشیمیایی تجزیه مولکول‌های بزرگ با شکستن پیوندهای داخلی آنها اشاره دارد. لیازها آنزیم‌هایی هستند که مسئول کاتالیز کردن شکاف پیوند هستند، مگر اینکه از طریق هیدرولیز یا کاهش اکسیداسیون عمل کنند، که در این صورت به ترتیب هیدرولازها و اکسیدوردوکتازها نامیده می‌شوند.
عوامل شکاف نقش مهمی در پروتئومیکس ایفا می‌کنند، زیرا در تجزیه و تحلیل پروتئوم‌ها برای تجزیه پروتئین‌ها به قطعات پپتیدی کوچکتر استفاده می‌شوند. سیانوژن برومد، پپسین وتریپسین از جمله عوامل شکافنده هستند که معمولاً در این فرایند مورد استفاده قرار می‌گیرند.